# Persoonia acicularis
Persoonia acicularis (лат.) — кустарник, вид рода Персоония (Persoonia) семейства Протейные (Proteaceae), эндемик Западной Австралии.

## Ботаническое описание
Persoonia acicularis — кустарник высотой 0,1-1,2 м с молодыми веточками, покрытыми сероватыми волосками. Листья линейные, более или менее цилиндрические, 12-25 мм в длину и 0,6-1 мм в ширину, заострённые. Жёлтые цилиндрические цветки растут группами до восьмидесяти вдоль стеблей длиной до 120 мм. Цветок длиной 8,5-15,5 мм на цветоножке 3-10 мм в длину.

## Таксономия
Впервые вид был официально описан в 1868 году немецким естествоиспытателем и ботаником Фердинандом фон Мюллером в его книге Fragmenta Phytographiae Australiae на основе образцов, собранных Августом Фредериком Олдфилдом у реки Мерчисон. Видовой эпитет — от латинского слова acicularis, означающего «игольчатый».

## Распространение
Persoonia acicularis — эндемик Западной Австралии. Растёт в вересковых пустошах в прибрежных районах Западной Австралии между заливом Шарк и рекой Эроусмит в биогеографических регионах Джералдтон и Ялгу.

## Охранный статус
Вид классифицируется Департаментом парков и дикой природы правительства Западной Австралии как «не находящийся под угрозой исчезновения».